# Poźrzadło (województwo zachodniopomorskie)
Poźrzadło (niem. Klein Spiegel) – uroczysko-dawna miejscowość w województwie zachodniopomorskim, w powiecie drawskim, w gminie Kalisz Pomorski, nad jeziorem Poźrzadło.
Obecnie leży się na terenie poligonu drawskiego. Znajdują się tu ruiny kościoła. Pod koniec XIX w. majątek Klein Spiegel należał do barona von Wangenheima. Za jego czasów we wsi działała szkoła, ochronka prowadzona przez córkę dziedzica, Cecylię, klub wiejski i kasa Reiffeisena. W 1900 r. wieś zamieszkiwało 78 mieszkańców. Do 1966 r. przez wieś prowadziła wąskotorowa linia kolejowa Kozy – Poźrzadło Dwór.